# Dolák-Saly Róbert
Dolák-Saly Róbert (rövidítve: DSR, teljes nevén Dolák-Saly Róbert Attila) (Győr, 1955. április 20. –) magyar előadóművész, író, zeneszerző, szövegíró, költő, színész, humorista.

## Életrajz
Dolák-Saly Attila (Székesfehérvár, 1931. dec. 28.) hídépítő mérnök és Benedetti Mária gyermekeként született. Szülővárosából Zalaegerszegre, onnan Dunaújvárosba költözött, majd Budapesten érettségizett a Szinyei Merse Pál Gimnáziumban. Édesapját 1967-ben veszítette el, akinek hátrahagyott gitárján kezdett először hangszeren játszani. Hamar kiderült, hogy a komponálás mindennél jobban érdekli. Első dalait gimnáziumának rendezvényein mutatta be. Az egri tanárképző főiskolán biológia-rajz szakon végzett. Később tanárként is dolgozott pár évig.
Zenei pályafutása akkor kezdődött, amikor az Omega együttes meghívta az 1976-os, majd az 1977-es turnéjára egyszemélyes „előzenekarnak". 1980-ban megnyerte a Magyar Televízió Pulzus című zenei műsorának tehetségkutató versenyét a szólisták kategóriájában. 1982-ben készült el első önálló koncertműsora, a XX. századi barlangrajzok, egy progresszív audiovizuális előadás dia- és (super 8-as) mozgófilmvetítéssel, UV-s fényhatásokkal, árnyjátékokkal, effektbejátszásokkal, melyet egyetemi klubokban, művelődési házakban mutatott be.
1983-ban jelent meg első kislemeze (Az első / Átköltenél). Ugyanebben az évben A világ világtalan című szerzeménye az 1. 2. 3…START válogatáslemezen szerepelt. Ez a dal tűnt fel az akkor gitáros-énekest kereső Koncz Zsuzsának, aki 1984-ben elhívta őt kísérőzenekarába. Dolák-Saly 1985-ben megalakította a DSR Band együttest (Tamási László — billentyű, Födő Sándor — basszusgitár, Kisvári Ferenc — dob). Ekkortájt mutatták be a Játékszínben Peremartoni Krisztinával a Csodák és furcsaságok című gyerekelőadást, melyhez a dalokat Dolák-Saly írta.
1986 elején meghívást kapott Laár András humoros előadására, hogy a műsor komolyabb részében saját, filozofikus tartalmú szerzeményeiből adjon elő. A próbákon kiderült, hogy a két műfaj hangulatilag nem kompatibilis. Ekkor vált világossá az is, hogy Dolák-Saly meghívása kitűnő ötlet volt, hiszen nem állt tőle távol a humor műfaja sem: már a gimnáziumban abszurd jeleneteket írt osztálytársai szórakoztatására. A Laár-est résztvevői (Dolák-Saly Róbert, Galla Miklós, Laár András, Nagy Natália) a sikerek hatására úgy döntöttek, hogy kreatív együttműködéssel további színdarabokat hoznak létre. Így alakult meg a magyar abszurd humort játszó L'art pour l'art Társulat, mely ebben a felállásban 1996-ig működött. Ezalatt a Társulat két CD-t jelentetett meg, két közös színházi estet mutatott be, valamint 11 televíziós műsort készített az MTV1-en.
1988-ban megjelent Dolák-Saly Nem ér a nevem, káposzta a fejem című gyereklemeze, melyet Peremartoni Krisztinával adtak elő, és amelyet a Magyar Televízió és a Magyar Rádió gyerekműsor-szerkesztőségei az év gyermeklemezének választottak meg. 1992-ben látott napvilágot Láthatatlan ég című progresszív rocklemeze, amelyet a szakmai zsűri még a megjelenés előtt, 1991-ben az év legjobb hazai hangfelvételének nyilvánított (eMeRTon-díj), 1992-ben pedig Arany Zsiráf-díjjal jutalmazott. 1996-ban jelent meg Őskor című CD-je, mely a Láthatatlan ég zenei anyagán kívül még hat új dalt tartalmazott. A hangszereléseket Kisvári Ferenccel és Tamási Lászlóval együtt közösen készítették.
1996-ban a L’art pour l’art Társulat fele kicserélődött, és onnantól Dolák-Saly vette át a Társulat menedzselését. Ezután készítettek két további CD-t, néhány DVD-t, és több mint húsz televíziós műsort is. Azóta az új formáció (Dolák-Saly Róbert, Laár András, Pethő Zsolt, Szászi Móni) 2010-ben a 12. színházi estjének turnéjával járta az ország színházait teltházak előtt.
Dolák-Salynak három nagy sikerű könyve jelent meg az Európa Könyvkiadó gondozásában. A hat kiadást megért Madáretető, az eddig két kiadást megért (Szászi Mónival közösen írt) Boborján, valamint a legújabb Agyatlantisz, avagy Az ember tragédia című kötete, melynek 2009 decemberében napvilágot látott első kiadása két hét alatt fogyott el.

## Könyvek
- 2002. Madáretető; Európa, Bp., 2002
- 2004. Dolák-Saly Róbert–Szászi Móni: Boborján; Európa, Bp., 2004
- 2009. Agyatlantisz avagy Az ember tragédia. Dolák-Saly Róbert gumiverzuma. Írta a szerző; Európa, Bp., 2009
- 2016. Én vagyok a kedvenc állatom; Libri, Bp., 2015
- 2016. "Madáretető" (újított változat)
- A füle sem tréfa! Versek és mesék állatkerti barátainkról; Kolibri, Bp., 2022

## Lemezek

### CD lemezek
- 1983. Az első / Átköltenél (DSR kislemez)
- 1983. A világ világtalan (az 1. 2. 3… START c. válogatáslemezen)
- 1986. Különös éjszaka (Interpop Fesztivál válogatás kislemezen, DSR Band)
- 1987. Az elveszett éden (a Moziklip c. válogatáslemezen)
- 1988. Nem ér a nevem, káposzta a fejem (DSR gyermeklemez Peremartoni Krisztinával)
- 1988. Ősz elején (a …Fordul a világ c. Koncz Zsuzsa nagylemezen DSR, mint társszerző)
- 1992. Láthatatlan ég (DSR bakelit nagylemez)
- 1995. Őskor (DSR CD)
- 1995. Vastyúk is talál szeget (L'art pour l'art lemez)
- 1996. Éljen Bródy János! (a Szeretettel Bródy Jánosnak c. válogatáslemezen, LPL dal, DSR, mint társszerző)
- 1996. Lila liba (L'art pour l'art lemez)
- 1997. Winnetou (L'art pour l'art lemez)
- 1999. A három testőr és a jeti (L'art pour l'art lemez)

### DVD lemezek
- 2006. Best uff L’art pour l’art (LPL színházi előadás)
- 2008. Nooormális??? (TV2-es LPL televíziós műsorok, 2000–2002)
- 2009. Vastyúk is talál szeget & Nooormális??? (TV2-es LPL televíziós műsorok, 1998–1999)
- 2009. Csirkebefőtt (TV1-es LPL szilveszteri televíziós műsor)
- 2009. Két férfi, egy nő meg egy férfi (LPL színházi előadás)

## Színházi Estek

### Régi LPL Társulat
- 1986. Laár pour Laár
- 1988. Farkas a mezőn (felújítás 1994.)
- 1990. Rengeteg parittya (felújítás 1995.)

### Új LPL Társulat
- 1997 Winnetou
- 1999 A három testőr és a jeti
- 2000 A brutális katicabogár
- 2002 Rigoletto, avagy a rotterdami toronyőr
- 2003 Pucér nők ruhában
- 2004 Best uff L’art pour l’art
- 2006 Hófehérke és a svéd törpe
- 2007 Két férfi, egy nő meg egy férfi
- 2009 Anyám tyúk, avagy az ember tragédia
- 2011 Három testőr és a jeti vagy mi a pék
- 2012 Piroska, a farkas
- 2014 A postás, aki megeszi a leveleket
- 2015 A pofon egyszerű

## Főbb karakterek
- Pandacsöki Boborján

Fent nevezett mindig világcsúcsokat szeretne megdönteni. Mindezt edzője, Besenyő Pista bácsi ötletei nyomán teszi, de rendszerint felsül a próbálkozásaival. Az viszont mégiscsak nagy teljesítmény, hogy egy ferde szájcsücsökkel sikerült országos hírnévre szert tennie. Jellemét egy kölyökvizsla és egy  ötéves  kisgyerek tulajdonságaiból keverték össze egy ismeretlen génlaboratóriumban. Hencegő, gyámoltalan, sértődékeny, impulzív, irigy és meglehetősen oktondi, valamint a csoki a kedvence. Szexuális élete nincs, ugyanakkor nagy örömöt okoz neki egy lepke, vagy egy mikrofonzsinór, amíg el nem vonja a figyelmét egy falból kiálló "jó kis szög".
- Parittya Setét Antal, az „öreg”

Az öreg a Besenyő családdal él együtt, és nem tudni, hogy Margitnak vagy Pistának az apja. Valószínűleg nem is vér szerinti rokon, csak véletlenül egy emelettel lejjebb „ment haza” egyszer kutyasétáltatás után. Ezt azonban nem vette észre sem ő, sem a család. Általában nem is ízesül a család életéhez, csak testileg van jelen. Általában a szavak, kifejezések, közmondások, mondókák kifacsarásának változatos módozataival fejti ki véleményét. Megjegyzései egy másik dimenzióból származnak, valahonnan a totális szellemi leépülés és a letisztultság kivételes állapota közötti térből. A „zsenilis” öregúr kedvence a pia, és a nők, de szomorúságára az utóbbihoz nem jut hozzá.
- Naftalin Ernő

Ő a híres ötletológus, aki tudományos fejtegetéseivel vált ismertté országszerte. Előadásaiban olyan fontos kérdéseket feszeget, miképp kell megfogni egy poharat, vagy hogy mit tegyünk, ha véletlenül beválogatnak bennünket az olimpiai csapatba, de arról is van véleménye, miképp tegyük ártalmatlanná kiskorú hozzátartozóinkat egy váróteremben, mielőtt még rosszalkodni kezdenének. Naftalin közzétett gondolatait komoly tudományos elméletekkel támasztja alá. Hitelességét segíti elegáns megjelenése: nagy műanyag fésűvel igazgatott zsíros haja, ízléses mintázatú, több számmal nagyobb kötött pulóvere, és kezében szorongatott koszlott szatyra, mellyel már a piacra járó nénikék sem mutatkoznának szívesen.
- Leopold

Leopold, diafilmek narrálásával lopta be magát a közönség szívébe. A nyávogó hangú, raccsoló porondmester azóta már sok hasonló képsorozat történetét mesélte el sajátos felfogásban színházi előadásokon és tévéműsorokban. Hogy miért sajátosak ezek az előadások? Mert Leopold nem különösebben művelt, és fogalma sincs a vetített mesék eredeti történetéről, ráadásul lusta is, hogy utánanézzen. Így rögtönzése nyomán a látott képkockákból egy egészen más történetet ismerhetünk meg.

## Filmszerepei
- 1989-1991. Jön a medve! (L'art pour l'art tévéfilm, DSR több szerepben)
- 1987. Moziklip (Tímár Péter mozifilmje, DSR énekesként)
- 1997. Csinibaba (Tímár Péter mozifilmje, DSR rendészként)
- 2005. Le a fejjel (Tímár Péter mozifilmje, DSR méregkeverőként, nagypapaként)

## Díjai, elismerései
- 1980. Pulzus tehetségkutató verseny első helyezés a szólisták kategóriájában
- 1989. Az év gyermeklemeze (a Nem ér a nevem, káposzta a fejem című lemezért)
- 1991. eMeRTon-díj (a Láthatatlan ég című lemezért)
- 1993. Arany Zsiráf-díj (a Láthatatlan ég című lemezért)
- 1995. Huszka Jenő-díj (a L'art pour l'art Társulat tagjaként)
- 2006. Bonbon-díj[4]